# Moloacán
Moloacán es una localidad del estado mexicano de Veracruz. Es cabecera del municipio de Moloacán.

## Demografía
| Censo | Población |
| ----- | --------- |
| 1900  | 620       |
| 1910  | 741       |
| 1921  | 954       |
| 1930  | 1040      |
| 1940  | 742       |
| 1950  | 629       |
| 1960  | 677       |
| 1970  | 859       |
| 1980  | 1270      |
| 1990  | 1853      |
| 1995  | 1672      |
| 2000  | 1851      |
| 2005  | 1766      |
| 2010  | 1938      |
| 2020  | 2038      |